# Sam Tsemberis
Sam Tsemberis (ur. 11 marca 1949 w Skourze w Grecji) – kanadyjsko-amerykański psycholog kliniczny, profesor, działacz ruchu mieszkaniowego, badacz problemu bezdomności, autor koncepcji Najpierw mieszkanie.

## Życiorys
Ukończył Sir George Williams University w Montrealu (1966–1970), jak również Uniwersytet Nowojorski (1978–1985, dysertacja: Social Networks of Older People with Early and Moderate Alzheimer's Disease). 
Jest dyrektorem generalnym organizacji Pathways to Housing, założonej w 1992. Organizację założył w oparciu o przekonanie, że mieszkanie jest podstawowym prawem człowieka. Opracował koncepcję Najpierw mieszkanie (ang. Housing First), która umożliwia szybki dostęp do stałego mieszkania dla osób bezdomnych, które mają zaburzenia psychiczne i wiele współistniejących chorób, takich jak np. uzależnienia. Program nie wymaga udziału w leczeniu ani okresu trzeźwości jako warunku wstępnego wejścia do mieszkania. Wszystkie usługi wsparcia i leczenia oferowane są za pomocą działania skoncentrowanego na danej osobie.
Jest też psychologiem kliniczno-społecznym i pracuje na Wydziale Psychiatrii w Columbia University Medical Center.

## Zainteresowania i osiągnięcia
Otrzymał nagrody za zaangażowanie, innowacyjność i pracę na rzecz likwidowania bezdomności, szczególnie wśród osób cierpiących na choroby psychiczne i uzależnionych. Bada problematykę diagnozowania bezdomności i opublikował liczne artykuły i publikacje na te tematy.